# Wielichów
Wielichów (niem. Königsfeld) – kolonia w Polsce, położona w województwie dolnośląskim, w powiecie zgorzeleckim, w gminie Sulików. 
W latach 1975–1998 kolonia administracyjnie należała do województwa jeleniogórskiego.
Do 2023 r. miejscowość była kolonią wsi Stary Zawidów.
Wielichów to niewielka kolonia o długości około 1 km, leżąca na Pogórzu Izerskim, na skraju Wysoczyzny Siekierczyńskiej i Obniżenia Zawidowskiego, na wysokości około 260–280 m n.p.m.